# Bythograeidae
Bythograeidae is de enige familie van de superfamilie Bythograeoidea uit de infraorde krabben en omvat de volgende geslachten:.

## Geslachten
- Allograea MGuinot, Hurtado & Vrijenhoek, 2002
- Austinograea Hessler & J. W. Martin, 1989
- Bythograea Williams, 1980
- Cyanagraea de Saint Laurent, 1984
- Gandalfus McLay, 2007
- Segonzacia Guinot, 1989